# Euploea tombugensis
Euploea tombugensis är en fjärilsart som beskrevs av Hans Fruhstorfer 1899. Euploea tombugensis ingår i släktet Euploea och familjen praktfjärilar. Inga underarter finns listade i Catalogue of Life.